# Ithaka (opera)

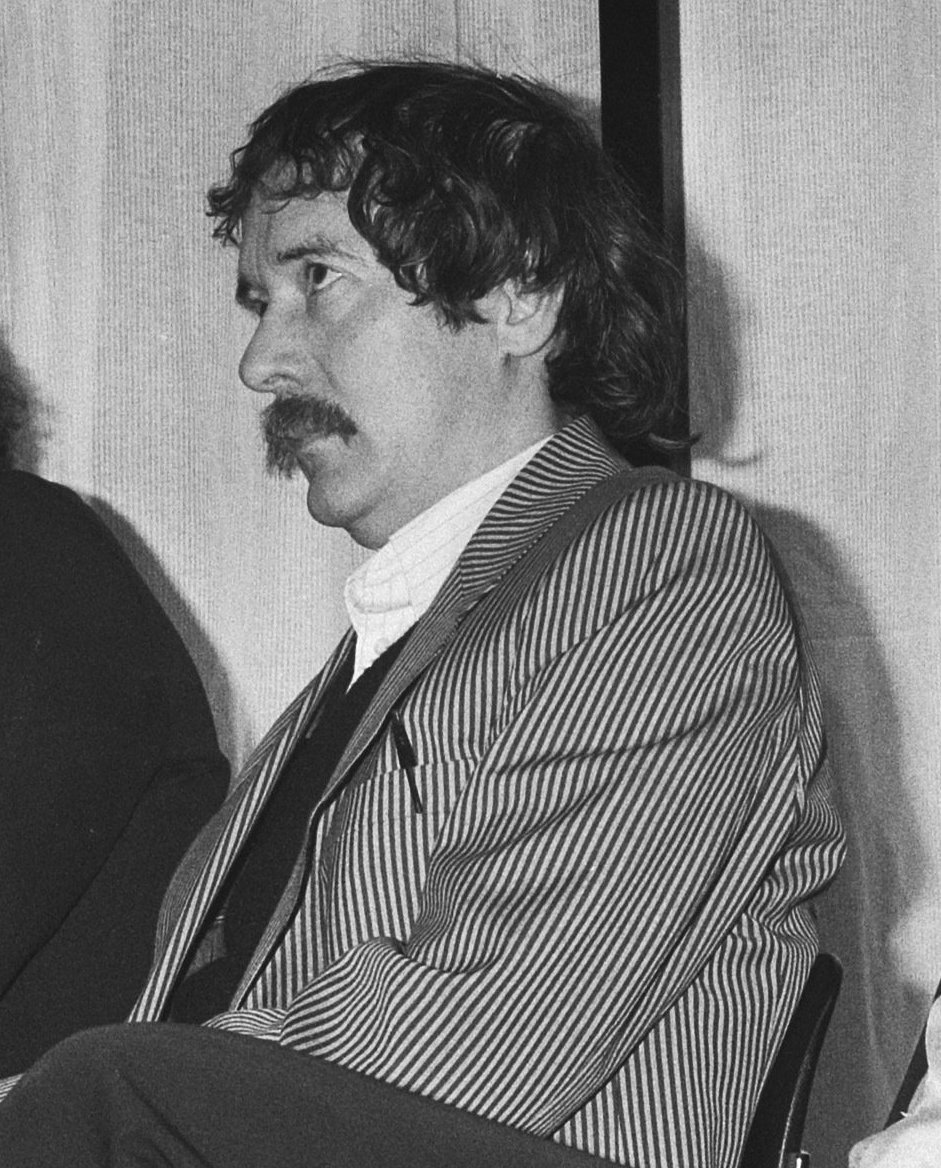
Otto Ketting in 1985

Ithaka is een opera van de Nederlandse componist Otto Ketting (1935-2012), die op 23 september 1986 in première ging in Amsterdam. Het Engelstalige libretto van Kees Hin en Ketting gezamenlijk is gebaseerd op het gelijknamige gedicht van de Nieuwgriekse dichter Konstantínos Kaváfis (1863-1933). 

## Opvoeringsgeschiedenis
Ithaka werd gecomponeerd ter gelegenheid van de opening van Het Muziektheater aan de Amstel in Amsterdam. De opdracht was aan Otto Ketting verstrekt door een van de twee bespelers van het nieuwe gebouw, De Nederlandse Opera onder artistieke leiding van Jan van Vlijmen. De andere partner, Het Nationale Ballet, had voor deze gelegenheid door Toer van Schayk het ballet Zoals Orpheus laten maken. 
De operaproductie Ithaka werd geregisseerd door Franz Marijnen en de muziek werd uitgevoerd door het Nederlands Philharmonisch Orkest en het koor van De Nederlandse Opera onder leiding van Lucas Vis. De première verliep niet zonder problemen. Er waren luidruchtige acties van omwonenden, die lang overlast hadden geleden van de bouw van de Stopera waarvan het Muziektheater deel uitmaakt. Daardoor moesten de eregasten koningin Beatrix en prins Claus het gebouw via de artiesteningang betreden. De "bokkige regisseur" had geen vertrouwen in het stuk en had de enscenering "geseksualiseerd". Het gegeven van Kettings opera zelf paste niet bij de feestelijkheid van een opening van een nieuw gebouw. Daardoor was de ontvangst door het publiek op zijn best lauw, maar meestal negatief. Ook de meeste recensies waren ongunstig. De componist beschouwde de opvoering als mislukt, wilde van Ithaka niets meer weten en zette na deze traumatische ervaring nooit meer een voet in het Muziektheater. De opera werd na de acht voorstellingen in september-oktober 1986 niet meer opgevoerd. Wel werd van de productie een opname uitgebracht op het platenlabel Composers Voice.
36 jaar later in 2022 maakte Elmer Schönberger, die als dramaturg bij de totstandkoming van Ithaka betrokken was geweest, uit het materiaal van de opera een 30 minuten durende Ithaka Symphony. Deze werd door het Residentie Orkest onder leiding van Antony Hermus uitgevoerd op 18 maart 2022 in gebouw Amare in Den Haag en twee dagen later in TivoliVredenburg in Utrecht.
De complete opera klonk, voor het eerst sinds 1986, in een concertante uitvoering in het Amsterdamse Concertgebouw tijdens de NTR ZaterdagMatinee op 7 juni 2025 door zeven zangsolisten, het Radio Filharmonisch Orkest en het Groot Omroepkoor, ook met Antony Hermus als dirigent. Recensenten waren van mening dat het goed was dat deze partituur weer tot klinken kwam en spraken de hoop uit dat het nog eens zou komen tot een enscenering die recht kon doen aan deze opera. Een enkele persstem was uitgesproken negatief.

## Inhoud

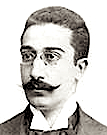
Konstantínos Kaváfis

Uitgangspunt is niet de dialoog of de handeling, maar het bespiegelende gedicht van Konstantínos Kaváfis. Daarin is het doel van het leven niet de dood, maar de levensreis zelf die de doorlopende spanningsboog van de opera bepaalt. De titel verwijst naar het Griekse eiland Ithaka waarheen Odysseus zijn eindeloze, spreekwoordelijk geworden symbolische thuisreis maakt in de Odyssee van Homerus.
Ithaka is wel gezien als een "anti-opera", omdat vocale duetten, terzetten of ensembles ontbreken (er zijn wel een paar aria's). Er zijn geen grote dramatische ontwikkelingen, afgezien van een dosis seks en een wurgmoord, toegevoegd omdat regisseur Franz Marijnen meer actie wenste. Ketting had weinig op met de pathetische kanten van het operagenre en ook niet met belcanto of met de hysterie van het verismo. Zijn voorkeur ging uit naar de introverte stijl van Debussy's Pelléas et Mélisande of het symfonisch drama Socrate van Erik Satie. Daarnaast bewonderde hij de dramatiek van Alban Bergs Wozzeck, de doorlopende spanningsboog van de Boléro van Ravel en de structuur van Mahlers Vierde symfonie. Deze iconische composities speelden in zeker opzicht een rol als model tijdens de totstandkoming van Ithaka.

## Synopsis

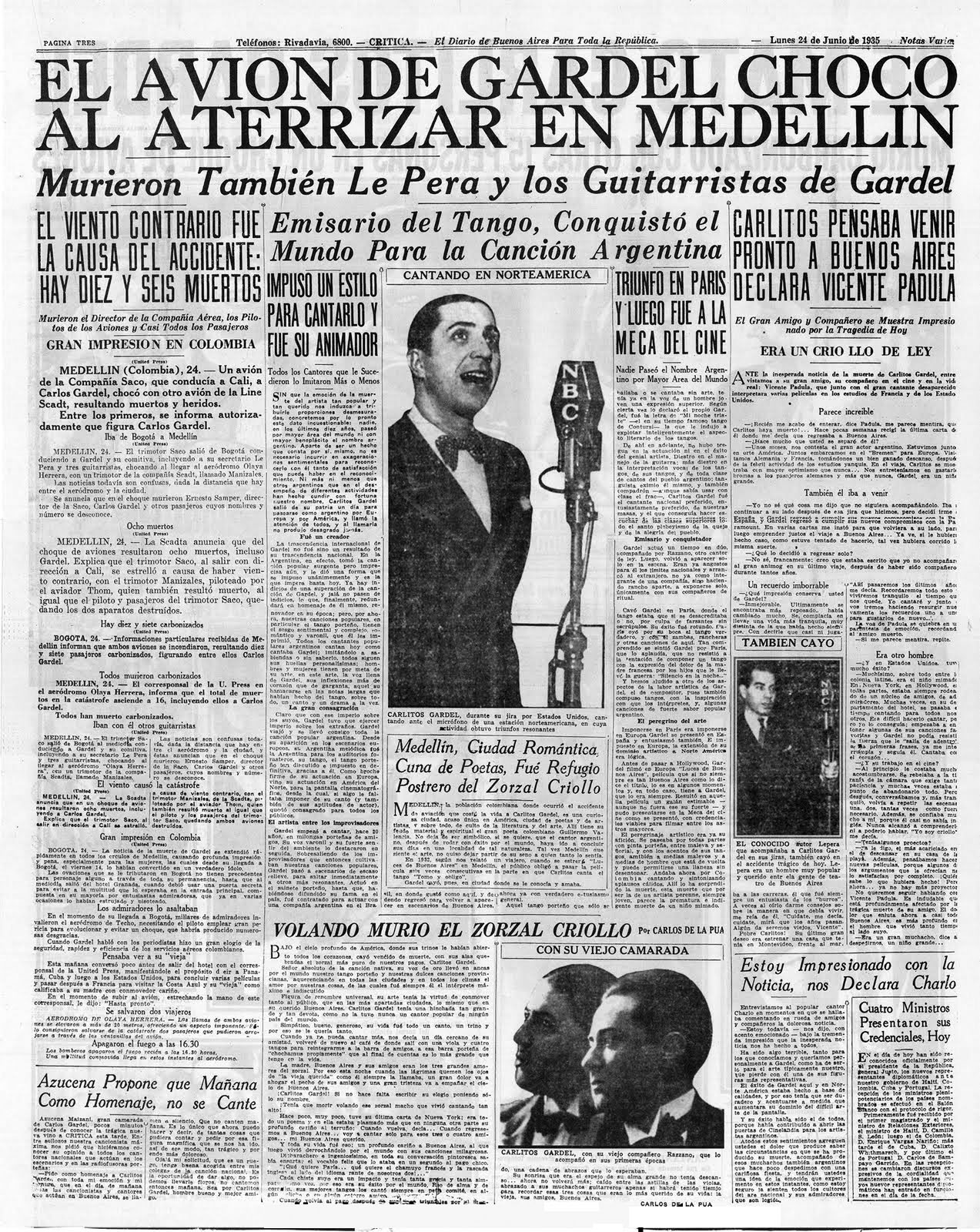
Dood van Carlos Gardel

In een hotel dat de naam Ithaka draagt ontmoeten drie zoekende personen elkaar. 'De journalist' onderzoekt de alom betreurde dood van de Argentijnse tangocomponist Carlos Gardel (1890-1935) die omkwam bij een vliegtuigongeluk. Het fotomodel 'Star' is op zoek naar de vergeefse liefde. 'De dichter' (Kaváfis) is gefascineerd door de zelfkant van het leven. In het aanzien van de dood zien ze terug op hun leven, in de vorm van herinneringen en surrealistische dromen. Andere personages zijn de hoteleigenares 'Angel', haar helper 'Manikin', de hitsige fotograaf 'Macho' en de 'Moeder van de dode matroos'.
De doorgecomponeerde opera heeft een tijdsduur van ongeveer 90 minuten en is onderverdeeld in tien scènes: 
1. Proloog – Angel citeert uit Kafávis' gedicht Ithaka en praat met Manikin over de komende hotelgasten.
2. De droom van de journalist – De journalist droomt van zijn dode vader, van zijn zoektocht naar Gardel en van zijn jeugdambitie om een tweede Edvard Munch te worden.
3. De verleiding – De journalist ziet Gardels laatste nacht voor zich, in de armen van een piepjonge minnares. Angel verkleedt zich als Gardel. Dan komt Star binnen.
4. Het ouderlijk huis – De journalist ziet zijn dierbare ouders voor zich en droomt van Angel, die erop aandringt dat hij afscheid neemt van zijn ouders en op reis gaat.
5. De fotosessie – Star laat zich fotograferen door de opgewonden Macho terwijl ze denkt aan een imaginaire vriend.
6. De draaimolen – Angel roept bij de journalist de pijnlijke herinnering wakker aan zijn zoon, die stierf toen hij even oud was als het jonge meisje van Gardel.
7. De habitué – Bespiegelingen over leven en liefde: die van Star zal verblinden, die van de dichter  blijft eeuwig jong, de journalist is geobsedeerd door de muziek van Gardel.[7]
8. De moord – Star geeft zich over aan Manikin, die haar wurgt.
9. Tocht door de stad – De dichter trekt door de stad die hij heeft herschapen in zijn poëzie. De 'moeder van de dode matroos' vraagt waarom zij geen rol speelt in zijn gedichten. Hij reciteert luidop de reis naar Ithaka uit zijn (Kaváfis') gedicht.
10. De bekroning – Het koor stemt in. Angel vraagt de dichter of hij tot het inzicht is gekomen dat hij aan het eind van de reis is. Hij zet zijn zang voort en de opera eindigt met een slaapliedje, zonder woorden gezongen door Angel.

## Bezetting

### Rollen
- Journalist, bas-bariton
- Star, mezzosopraan
- Angel, sopraan
- Mother of the dead sailor, sopraan
- Father, tenor
- Poet, bariton
- Macho, tenor
- Manikin, tenor
- First friend, tenor
- Second friend, tenor

### Orkest en koor
De bezetting bestaat uit symfonieorkest, inclusief een krachtige batterij van veertien koperblazers (zes hoorns, drie trompetten, drie trombones en twee tuba's) en gemengd koor. Toch wordt het orkest zelden in volle bezetting gebruikt, want de instrumentatie is meestal ingehouden, zodat de klank van een kamerorkest ontstaat. 